# NGC 3550
NGC 3550 est une paire de galaxies lenticulaires relativement éloignée et située dans la constellation de la Grande Ourse. NGC 3550 a été découverte par William Herschel en 1785.

## Caractéristiques
Sa vitesse par rapport au fond diffus cosmologique est de 10 626 ± 28 km/s, ce qui correspond à une distance de Hubble de 157 ± 11 Mpc (∼512 millions d'al).
Si l'on en juge d'après l'image obtenue des données du relevé SDSS et de l'indication multiple (M) inscrite sur la base de données HyperLeda, il s'agit possiblement d'un trio de galaxies. 

## Groupe de NGC 3550

L'amas Abell 1185 par le télescope spatial Hubble.

NGC 3550 est la galaxie la plus brillante d'un groupe de galaxies situé près du centre de l'amas de galaxies Abell 1185 (en). C'est aussi l'une des galaxies les plus brillante de cet amas. Le groupe de NGC 3550 comprendrait au moins 14 galaxies toutes situés près du centre d'Abell 1185, dont les galaxies NGC 3552 et NGC 3553.